# James Angleton
James Jesus Angleton, noto anche con il soprannome The Kingfisher (in italiano Il martin pescatore) (Boise, 9 dicembre 1917 – Washington, 11 maggio 1987), è stato un agente segreto statunitense.
È stato a lungo il capo del controspionaggio della CIA.

## Biografia

### Origini e formazione
Nato nell'Idaho da James Hugh Angleton, ufficiale di cavalleria, e da Carmen Mercedes Moreno, messicana, si trasferì con la famiglia negli anni trenta in Italia, a Milano, dove il padre diresse la filiale dell'azienda americana NCR. Questa esperienza gli permise d'imparare l'italiano e d'interessarsi quindi in seguito alle vicende del Paese. Dopo aver completato gli studi con la Malvern Preparatory School e le università di Yale e Harvard, fu subito arruolato nell'Office of Strategic Services (OSS). Durante il primo periodo della seconda guerra mondiale, dal 1941 al 1943, prestò servizio a Londra presso il Secret Intelligence Service britannico, al controspionaggio e al servizio decrittazione. In particolare ebbe un ruolo attivo nella battaglia dell'Atlantico.

### La partecipazione alla seconda guerra mondiale
Dal 1943 lavorò in Italia come agente operativo dell'OSS e al termine del conflitto divenne capo del controspionaggio a Roma, avvalendosi di numerose risorse già del Servizio informazioni militare. Nel maggio 1945 si occupò in particolare del salvataggio del principe Junio Valerio Borghese, ex comandante della Xª Flottiglia MAS, che, dopo un primo incontro rimasto infruttuoso avvenuto il 9 maggio, acconsentì infine a farsi trasferire da Milano a Roma l'11 dello stesso mese. In un documentario dal titolo MTM 548 diretto da Claudio Costa, il Sotto Capo Pilota della Decima Mas Sergio Denti, racconta di essere stato affidato ad Angleton, subito dopo la guerra, da un cappellano militare che lo prelevò da un carcere militare a Taranto, dove era stato imprigionato per i suoi trascorsi nella R.S.I. Angleton utilizzò Denti per rafforzare le difese della città di Roma, armando ex fascisti e militari, nel caso in cui gruppi armati comunisti avessero tentato una rivolta armata durante il referendum istituzionale del 1946, che vide la sconfitta della monarchia.

### La carriera nello spionaggio
Prima della nascita della CIA, avvenuta nel 1947, Angleton fece ritorno a Washington, dove lasciò la carriera militare con il grado di Maggiore. Tornò a Roma alla fine degli anni quaranta, ricoprendo il ruolo di capo della stazione CIA. Le sue varie esperienze in Italia servirono a forgiare il sistema di sicurezza e di intelligence statunitense in Italia. Secondo fonti americane, Angleton ebbe un importante ruolo nel trasferire esperti e conoscenze del programma atomico italiano negli Stati Uniti, nello stabilire una duratura alleanza con la mafia siciliana, avvalendosi dei contatti italo-americani, e nel riammettere nel sistema di sicurezza e controspionaggio italiano elementi del passato regime al fine di evitare la vittoria delle sinistre.
All'inizio degli anni cinquanta Angleton tornò a Washington per gestire le relazioni con i servizi dei paesi occidentali. In questo modo prese il controllo di tutte le informazioni prodotte dai pochi servizi che erano riusciti a infiltrarsi in URSS: inglesi, italiani, israeliani e specialmente tedeschi (la famosa organizzazione Gehlen). Nel 1954 diventò capo del controspionaggio interno e si occupò a pieno regime della caccia alle spie sovietiche nell'ambito della ricerca atomica statunitense. Con questo incarico individuò due talpe di basso livello di Mosca, il diplomatico britannico Donald Maclean e l'agente della NSA Jack Dunlap, mentre si lasciò sfuggire tutte le altre.
Negli anni sessanta si occupò della controversa defezione di due ufficiali del KGB, Anatoliy Golitsin e Yuri Nosenko, che passarono il tempo ad accusarsi di essere falsi pentiti, dando due opposte versioni sul coinvolgimento sovietico nell'uccisione di John Fitzgerald Kennedy. Dal 1963 fu il responsabile dell'attuazione dell'Operazione Chaos (un'operazione False flag), preposta alla sconfitta del comunismo, ma che violava le leggi USA, visto che la CIA non poteva operare sul territorio nazionale, che restava di competenza esclusiva dell'FBI anche per quanto concerneva le attività di controspionaggio.
Pur essendo uno dei più importanti cacciatori di spie della Guerra fredda, Angleton non riuscì a smascherare la più famosa talpa sovietica del tempo, il britannico Kim Philby, che peraltro era suo amico. Amante della poesia, e in particolare di Ezra Pound e T. S. Eliot, Angleton coltivò anche altri hobby quali la pesca, la gemmologia e la coltivazione di orchidee. Prestò servizio sotto importanti direttori della CIA quali Allen Welsh Dulles e Richard Helms. Col passare degli anni controllò sempre più uffici, inserendosi in ogni attività della CIA, pur senza mai apparire come il responsabile quando avveniva un fallimento. Restarono fuori dal suo controllo le attività clandestine in Vietnam, cioè l'operazione Phoenix, il cui successo proiettò ai vertici della compagnia il responsabile William Colby.

### Gli ultimi anni e la morte
Fin dagli anni sessanta insinuò che numerosi leader occidentali fossero agenti del KGB. Le accuse più famose riguardarono il britannico Harold Wilson, lo svedese Olof Palme, i canadesi Lester Pearson e Pierre Trudeau e il tedesco Willy Brandt. A un certo punto sospettò anche il Segretario di Stato Henry Kissinger. Questo stato di cose generò il caos nell'agenzia, paralizzandone le attività. Quando nel 1974 Angleton accusò anche dei collaboratori del Presidente Gerald Ford, il direttore della CIA William Colby ricevette il via libera per mandare in pensione su due piedi l'onnipotente collega, unitamente a molti suoi collaboratori. Dopo la sua partenza, ci vollero anni per riorganizzare la compagnia, ricostruire la sezione URSS e trovare le vere talpe. Angleton morì di cancro nel 1987.

## Controversie
- Era legato da rapporti di amicizia con Junio Valerio Borghese dopo che si era adoperato per la salvezza di questi dalla fucilazione durante la seconda guerra mondiale.
- Negli anni ottanta il giornalista investigativo statunitense David C. Martin ha sospettato, portando molti indizi, che Angleton fosse stato in realtà un filo-comunista dai tempi della sua amicizia con Philby. Senza mai contattare i russi, che non lo avrebbero nemmeno sospettato, avrebbe agito da solo per distruggere la CIA dall'interno con operazioni sempre più complesse, paranoiche e inefficienti che generavano il caos nell'Agenzia: richiesta di arruolare ex-nazisti, tentativi di avere rapporti esclusivi con Italia, Germania ed Israele, lettura di tutta la corrispondenza americana con l'estero, intercettazione di tutte le telefonate di Berlino est, caccia a continue spie introvabili, senza mai trovare quelle vere (identificate tutte da altri uffici).[4]

## Nella cultura di massa
Alla figura di Angleton è liberamente ispirato il personaggio principale del film The Good Shepherd - L'ombra del potere, interpretato da Matt Damon.